# Assonanza
L'assonanza (da assonare, nel senso di «avere suono simile») è un fenomeno di metrica che consiste nella parziale identità di suoni di due o più versi.
La forma più comune di assonanza è una rima imperfetta in cui le parole hanno le stesse vocali a partire dalla vocale accentata (vocale tonica), mentre le consonanti sono diverse, anche se spesso di suono simile. Si possono distinguere diversi tipi:
- assonanza semplice, quando coincidono soltanto le vocali (diffidi = audivi; rasone/colore)
- assonanza della sola tonica, quando coincide solo la vocale accentata (pietà/demandava)(puma/lune)
- assonanza atona, quando coincide la vocale non accentata (limo/toro) o la sillaba non accentata (mare/sere).
- consonanza tonica (o assonanza consonantica), quando coincidono le consonanti (partire = splendori; colli = elle).

L'assonanza è praticata soprattutto nelle canzoni popolari e nei proverbi (Aprile, dolce dormire), ma anche nelle opere più antiche della poesia romanza: le strofe di cui è costituita la Chanson de Roland, dette lasse, erano spesso assonanzate, e si possono trovare assonanze in alcune composizioni dei trovatori, così come nei più antichi testi spagnoli.
L'assonanza è impiegata spesso nella poesia del Novecento al posto della rima, ed è frequente nel linguaggio della pubblicità.

## Assonanza e neologismi
Talvolta accade che dei neologismi siano creati per semplice assonanza e non per derivazione etimologica. Il caso più recente è quello del suffisso -poli, che deriva dalla parola greca pólis, che vuol dire "città": questo suffisso, dal cosiddetto periodo denominato Tangentopoli (letteralmente, la città e, per estensione, il mondo, delle tangenti), viene utilizzato per indicare casi di corruzione o scandalo (vallettopoli, bancopoli, calciopoli, ecc.), erroneamente perché ad esempio vallettopoli letteralmente significa "città delle vallette". Lo stesso fenomeno era accaduto, per gli scandali politici, dopo il caso del Watergate (CIA-gate, sexygate, Irangate ecc.).